# David de Pury (économiste)
Pour les articles homonymes, voir David de Pury et de Pury.
Patrice Lancelot David de Pury dit David de Pury (4 décembre 1943 - 26 décembre 2000) était un avocat, diplomate et économiste suisse connu pour son néolibéralisme.

## Biographie
Originaire du canton de Neuchâtel, il est surtout connu pour être le principal auteur du « Livre blanc ». Cet ouvrage dont le titre exact est Ayons le courage d'un nouveau départ, un programme pour la relance de la politique économique de la Suisse, présente des idées néo-classiques importantes et fit sensation dans les milieux politiques dès sa sortie en 1995. On y demandait entre autres une privatisation massive de l'économie suisse.
Pury participa aux négociations de la Suisse pour l'adhésion à l'EEE en 1992 et à l'OMC en 1994. Il fut également coprésident du groupe Asea Brown Boveri (ABB) et fondateur du journal quotidien Le Temps et membre de plusieurs conseils d'administration dont celui de Nestlé.
Il a fait partie du comité directeur du Groupe Bilderberg.